# Patrick Kammerbauer
Patrick Kammerbauer (Weißenburg in Bayern, 11 febbraio 1997) è un calciatore tedesco, centrocampista del Verl.

## Caratteristiche tecniche
È un centrocampista difensivo.

## Carriera
Cresciuto nel settore giovanile del Norimberga, debutta in prima squadra il 16 ottobre 2016 in occasione dell'incontro di 2. Bundesliga vinto 3-0 contro il Karlsruhe; promosso in pianta stabile in prima squadra, colleziona 35 presenze fra campionato e coppe per poi passare al Friburgo nel gennaio 2018. Il 25 novembre seguente debutta in Bundesliga subentrando nei minuti di recupero dell'incontro pareggiato 1-1 contro il Werder Brema. Il 28 gennaio 2019 viene ceduto in prestito con opzione all'Holstein Kiel dove però non trova continuità di impiego giocando solamente 4 incontri; il 2 settembre successivo passa sempre in prestito all'Eintracht Braunschweig, trasferimento esteso anche per la stagione 2020-2021.

## Statistiche
Statistiche aggiornate al 27 gennaio 2021.

### Presenze e reti nei club
| Stagione                      | Squadra                       | Campionato                    | Campionato | Campionato | Coppe nazionali | Coppe nazionali | Coppe nazionali | Coppe continentali | Coppe continentali | Coppe continentali | Altre coppe | Altre coppe | Altre coppe | Totale | Totale | Totale |
| Stagione                      | Squadra                       | Comp                          | Pres       | Reti       | Comp            | Pres            | Reti            | Comp               | Pres               | Reti               | Comp        | Pres        | Reti        | Pres   | Reti   |        |
| ----------------------------- | ----------------------------- | ----------------------------- | ---------- | ---------- | --------------- | --------------- | --------------- | ------------------ | ------------------ | ------------------ | ----------- | ----------- | ----------- | ------ | ------ | ------ |
| 2015-2016                     | Norimberga II                 | RL                            | 5          | 0          |                 | -               | -               |                    | -                  | -                  |             | -           | -           | 5      | 0      |        |
| 2016-2017                     | Norimberga II                 | RL                            | 3          | 0          |                 | -               | -               |                    | -                  | -                  |             | -           | -           | 3      | 0      |        |
| Totale Norimberga II          | Totale Norimberga II          | Totale Norimberga II          | 8          | 0          |                 | -               | -               |                    | -                  | -                  |             | -           | -           | 8      | 0      |        |
| 2016-2017                     | Norimberga                    | 2L                            | 20         | 1          | CG              | 1               | 0               |                    | -                  | -                  |             | -           | -           | 21     | 1      |        |
| 2017-gen. 2018                | Norimberga                    | 2L                            | 11         | 0          | CG              | 3               | 0               |                    | -                  | -                  |             | -           | -           | 14     | 0      |        |
| Totale Norimberga             | Totale Norimberga             | Totale Norimberga             | 31         | 1          |                 | 4               | 0               |                    | -                  | -                  |             | -           | -           | 35     | 1      |        |
| gen.-giu. 2018                | Friburgo II                   | RL                            | 5          | 2          |                 | -               | -               |                    | -                  | -                  |             | -           | -           | 5      | 2      |        |
| 2018-gen. 2019                | Friburgo II                   | RL                            | 3          | 0          |                 | -               | -               |                    | -                  | -                  |             | -           | -           | 3      | 0      |        |
| Totale Friburgo II            | Totale Friburgo II            | Totale Friburgo II            | 8          | 2          |                 | -               | -               |                    | -                  | -                  |             | -           | -           | 8      | 2      |        |
| 2018-gen. 2019                | Friburgo                      | BL                            | 1          | 0          | CG              | 0               | 0               |                    | -                  | -                  |             | -           | -           | 1      | 0      |        |
| gen.-giu. 2019                | Holstein Kiel                 | 2L                            | 4          | 0          | CG              | 0               | 0               |                    | -                  | -                  |             | -           | -           | 4      | 0      |        |
| 2019-2020                     | Eintracht Braunschweig        | 3L                            | 23         | 0          | CG              | 0               | 0               |                    | -                  | -                  |             | -           | -           | 23     | 0      |        |
| 2020-2021                     | Eintracht Braunschweig        | 2L                            | 14         | 0          | CG              | 1               | 0               |                    | -                  | -                  |             | -           | -           | 15     | 0      |        |
| Totale Eintracht Braunshcweig | Totale Eintracht Braunshcweig | Totale Eintracht Braunshcweig | 37         | 0          |                 | 1               | 0               |                    | -                  | -                  |             | -           | -           | 38     | 0      |        |
| Totale carriera               | Totale carriera               | Totale carriera               | 89         | 3          |                 | 5               | 0               |                    | -                  | -                  |             | -           | -           | 94     | 3      |        |